# Egipatski muzej
Egipatski muzej u Kairu, sadrži najopsežniju kolekciju drevnih egipatskih umjetnina na svijetu. Ima preko 136 tisuća eksponata, dok su stotine tisuća drugih u podzemnim skladištima.
Muzej se razvio od Službe za egipatske antikvitete, osnovane od strane egipatske vlade godine 1835. u pokušaju, da zaustavi pljačku starina s brojnih nalazišta i očuva artifakte. Njen muzej Boulaq otvorio se 1858. sa zbirkom prikupljenom od Augustea Mariettea, francuskog arheologa u službi Ismail Paše. Nakon što se nalazio u aneksu palače Ismail Paše u Gizi od 1880. godine, muzej se premjestio na današnju lokaciju u neoklasicističku zgradu na Trgu Tahrir u središtu Kaira godine 1900.
Kao kruna zbirke često se smatraju grobni artefakti faraona Tutankamona, čiji je netaknuti grob Howard Carter pronašao u Dolini kraljeva godine 1922.
U Muzeju se nalazi Soba kraljevskih mumija, koja sadrži 27 kraljevskih mumija iz faraonskog doba. Ona je zatvorena po naredbi predsjednika Anvara el-Sadata godine 1981. Ponovno je otvorena, s nešto manjim prikazom 1985.